# Louisy Mathieu
Pour les articles homonymes, voir Mathieu.
Louisy Mathieu, né le 2 février 1817 dans la ville de Basse-Terre en Guadeloupe, mort le 4 novembre 1874, à Pointe-à-Pitre, esclave dans la colonie française de la Guadeloupe avant le décret d'abolition de l'esclavage du 27 avril 1848, tonnelier puis ouvrier typographe, accède à la députation et siège à l'Assemblée nationale constituante du 22 août 1848 au 26 mai 1849.

## Louisy Mathieu: un antiesclavagiste
Louisy Mathieu est le premier esclave libéré à avoir siégé à l'Assemblée nationale constituante. Antiesclavagiste, il avait appris à lire par le biais d'une éducation religieuse, malgré l'interdit de l'apprentissage de la lecture et de l'écriture pour les esclaves.

## Élection à la députation en 1848

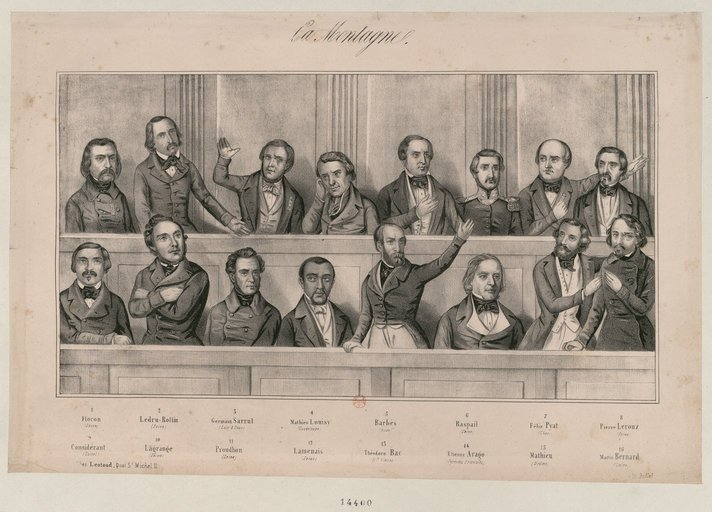
Louisy Mathieu siège à l'Assemblée constituante, 1848.

Louisy Mathieu était ouvrier typographe dans une imprimerie de Pointe-à-Pitre lorsque les événements de 1848 et l'émancipation des esclaves le firent choisir comme député. Élu, le 22 août 1848, représentant suppléant de la Guadeloupe à l'Assemblée nationale, par 11 632 voix (sur 33 734 votants), il fut admis à siéger en remplacement de Victor Schœlcher qui avait opté pour la Martinique.

### Contexte politique

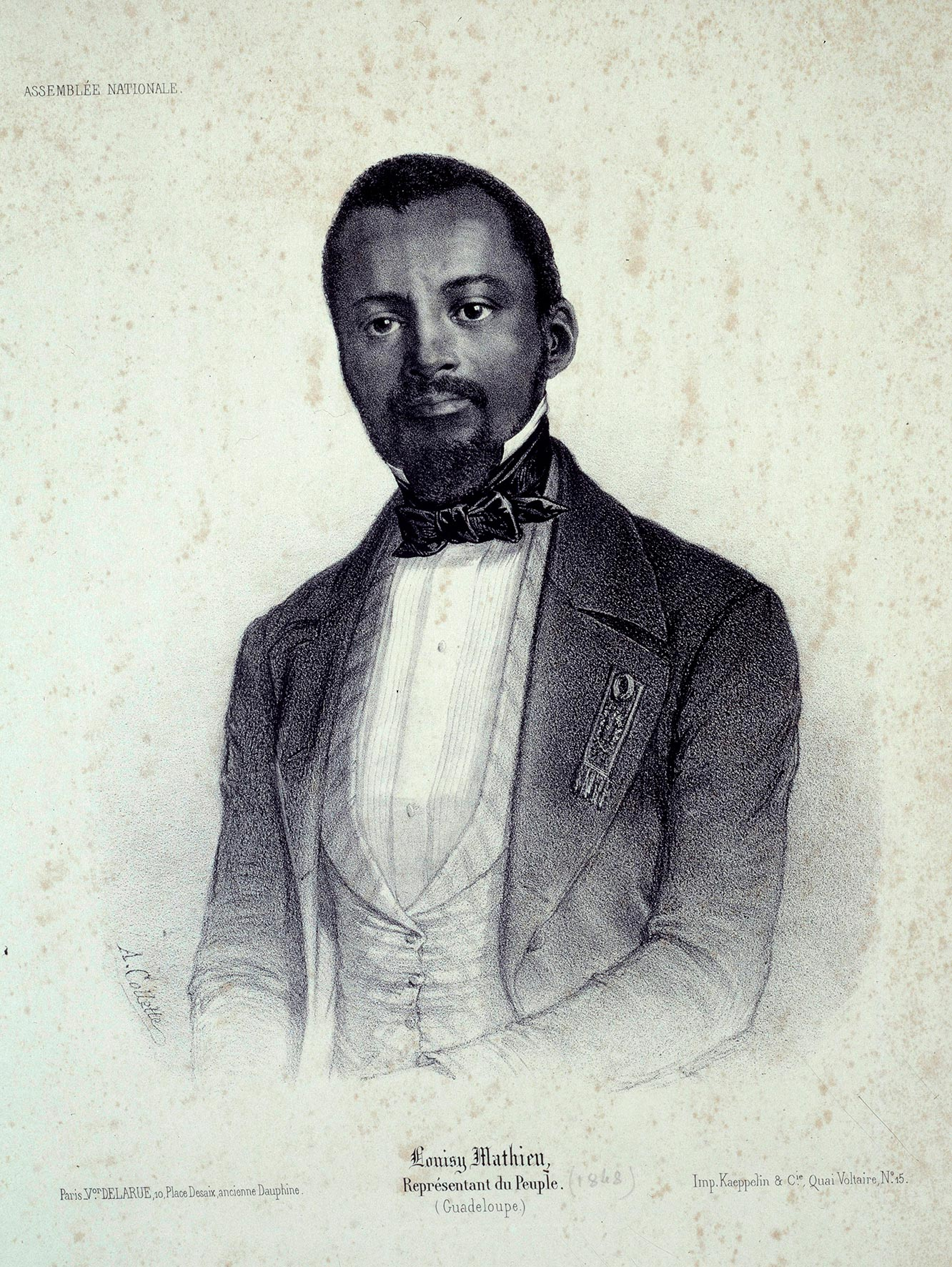
Louisy Mathieu, représentant du peuple en 1848.

Le gouvernement provisoire de 1848 vote les lois abolitionnistes. La Guadeloupe peut élire, au suffrage universel masculin, ses représentants à l'Assemblée Constituante. Les républicains guadeloupéens, conscients de la popularité de Louisy Mathieu, à Pointe-à-Pitre, le proposent comme candidat.
Louisy Mathieu est présenté sur la liste électorale conduite par Auguste-François Perrinon et Victor Schœlcher.
À l'issue des votes, Victor Schœlcher, également élu en Martinique, laisse son siège à Louisy Mathieu, poste qu'il occupera jusqu'au 26 mai 1849.

### Exercice d'une mandature: 1848-1849
Louisy Mathieu prit place à l'extrême-gauche de l'hémicycle. Il fit partie du Comité de l'Algérie et des colonies, et vota pour le droit au travail, pour l'ensemble de la Constitution, contre la proposition Rateau, contre l'interdiction des clubs, contre l'expédition de Rome, pour la déclaration en l'honneur du général Cavaignac et s'abstint lors du vote sur la demande de mise en accusation du président et des ministres « par reconnaissance pour les membres du cabinet qui avaient lutté vingt ans en faveur de l'abolition de l'esclavage ».

## Retour au pays natal
Non réélu à la Législative, il abandonne la vie politique après le coup d'État de Louis-Napoléon Bonaparte (1851) et retourne à la Guadeloupe. Installé au lieu-dit « Bas de la Source », à Pointe-à-Pitre, il y vit misérablement. Son épouse décède du choléra vers le 20 du mois de mai 1863. Lui décèdera le 4 novembre 1874.

## Œuvres
- A mes Compatriotes, les électeurs de La Guadeloupe, Paris, Impr. de F. Malteste, février 1849 (OCLC 466214033).